# Elle faisait paître des chevaux sur le béton
Pour plus de détails, voir Fiche technique et Distribution.
Elle faisait paître des chevaux sur le béton (Pásla kone na betóne) est un film tchécoslovaque réalisé par Štefan Uher, sorti en 1982.

## Synopsis
Johanka  a eu une aventure avec un puisatier qu'elle n'avait jamais rencontré auparavant et qu'elle pensait ne jamais plus revoir. Environ 18 ans plus tard, c'est une mère célibataire respectée et reconnue à la ferme coopérative locale où elle travaille - même si elle touche un salaire bien moindre que ses homologues masculins.

## Fiche technique
- Titre : Elle faisait paître des chevaux sur le béton
- Titre original : Pásla kone na betóne
- Réalisation : Štefan Uher
- Scénario : Štefan Uher, Slavomír Rosenberg, Andrej Lettrich et Emilia Zimková d'après son roman
- Musique : Svetozár Stúr
- Photographie : Stanislav Szomolányi
- Montage : Maximilián Remen
- Production : Peter Drobka
- Société de production : Slovenská filmová tvorba Koliba
- Pays :  Tchécoslovaquie
- Genre : Comédie dramatique et romance
- Durée : 81 minutes
- Dates de sortie : 
  -  Tchécoslovaquie : 22 décembre 1982
  -  France : 1982

## Distribution
- Emilia Zimková : Johana Ovsená
- Veronika Jeníková : Pavla « Pavlínka » Ovsená
- Valéria Jergová : Teca
- Marie Logojdová : Jozefka
- Tamara Simková : Margita
- Nora Kuzelová : Katarína
- Peter Staník : Berty
- Lubomír Paulovic : Stefan
- Jirí Klepl : Ucitel
- Ivan Klecka : Jirka, le soldat tchèque
- Ferdinánd Macurák : Ondro
- Anton Naciniak : Predseda
- Mikulás Las : Micha
- Karel Riegel : Franta
- Peter Vons : Studniar
- Ján Mildner : oncle Mihál
- Anton Trón : Pista Koval
- Jaroslav Sypal : Tomás Jabakov
- Jozef Frinák : Jozko
- Zelmíra Kacková : Sousedka
- Benjamin Michalský : Sofér

## Distinctions
Le film a reçu le Prix d'argent au Festival international du film de Moscou 1983